# Guadalupe y Calvo
Guadalupe y Calvo là một đô thị thuộc bang Chihuahua, México. Năm 2005, dân số của đô thị này là 51854 người.